# 提舍
提（IAST： [ˈd̪eː.ɕɐ]）又译提奢，意爲方国、地方、王國、區域，是南亞乃至東南亞的一種地名後綴甚至詞根。在緬甸、泰國，該詞主要是區域的意思。在马来语和印尼语中，desa的意思变成了“村庄”，也是印度尼西亚的村级行政单位的名称。其派生词（“国家”）亦广泛见于南亚及东南亚，如高棉語：（国家、区域）、泰語：（国家、区域）、寮語：（国家、区域）等等。
印度古代用法有摩陀耶提舍（中印度）、婆羅賀摩犀提舍（西印度）等。
今日用法例如“提舍地區”現專指摩訶剌侘提舍；鹏茄提舍則是大孟加拉地區，其中孟加拉國（東孟加拉）在孟加拉語中稱“鹏罗提舍”（Bangladesh）；“梵摩提舍”是緬甸的梵名；崛阇罗提舍則指德里蘇丹國佔領之前的古吉拉地區。

## 四提舍
拓提简称招提，是佛敎概念，以四方国意四方，指聚集四方僧眾。古漢語中「寺」與「侍」同源，指政府部分、場所，相當於今天的「部」（如大理寺相當於法務部），故招提寺卽四方僧房之意。日本奈良唐招提寺卽得名於此。後來「寺」逐漸專指政府制定的宗敎部門，「招提寺」也逐漸簡稱爲「寺」。

## 同名異音
提舍與提舍詞源不同、讀音不同、意義不同，祗因中古漢語莊組三等不可配麻韻（更不可配戈韻），不得不借用章組三等字「舍」音譯這個音，使兩詞均使用「茅舍」的「舍」音譯第二音節；而翻譯這些詞彙的古人在音譯時避免多音字的意識不重，造成被音譯爲「提舍」而非「底舍」。梵漢對音中陰平字「提」和陰上字「底」（均屬全淸）用於轉譯梵語淸音或，讀如北方話「提防」的「提」；陽平（全濁）字「提」用於轉譯梵語濁音、或，讀如北方話「提拔」的「提」。
- 提舍佛的名號與本條目所述“提舍”不相關；
- 優波提舍中的“-提舍”、缽喇底提舍那中的“提舍那”與本條目所述“提舍”雖在梵語漢語中均同音但意義不同（前兩者屬音素但不構成語素）。